# Vienna Challenger 1987
Il Vienna Challenger 1987 è stato un torneo di tennis facente parte della categoria ATP Challenger Series nell'ambito dell'ATP Challenger Series 1987. Il torneo si è giocato a Vienna in Austria dal 30 marzo al 5 aprile 1987 su campi in cemento indoor.

## Vincitori

### Singolare
Éric Winogradsky ha battuto in finale  Mark Woodforde con il punteggio di 6–3, 6–2

### Doppio
Jaroslav Navrátil /  Florin Segărceanu hanno battuto in finale  Steve Guy /  David Lewis con il punteggio di 6–4, 6–4